# Cuacos
Cuacos är en ort i Spanien.   Den ligger i provinsen Provincia de Cáceres och regionen Extremadura, i den centrala delen av landet, 180 km väster om huvudstaden Madrid. Cuacos ligger 532 meter över havet och antalet invånare är 965.
Terrängen runt Cuacos är varierad. Runt Cuacos är det ganska glesbefolkat, med 32 invånare per kvadratkilometer. Närmaste större samhälle är Jaraíz de la Vera, 5,6 km sydväst om Cuacos. 